# Tony Barton
Tony Barton, född den 17 oktober 1969 i Washington DC, är en amerikansk före detta friidrottare som tävlade i höjdhopp.
Barton deltog vid VM 1993 och tog sig vidare till finalen och slutade på en åttonde plats med ett hopp på 2,31. Han deltog vid inomhus-VM 1995 där han blev bronsmedaljör med ett hopp på 2,32. Han var även i final vid VM 1995 och slutade då sjua efter att ha klarat 2,29.